# Teotitlán de Flores Magón
Teotitlán de Flores Magón (del Náhuatl: Teotl, kalli, titlan ‘Dios, casa, entre’‘Entre las casas de Dios’), también conocida históricamente como Teotitlán del Camino, es una población del estado mexicano de Oaxaca, situada en el extremo norte del estado, en el límite con el estado de Puebla. Es la puerta de entrada a la Cañada Oaxaqueña y forma también parte de la reserva de la biosfera "Tehuacán - Cuicatlán".
Es cabecera municipal del municipio que lleva el mismo nombre y también cabecera distrital 02 federal y 04 estatal.

## Historia
Hablar de la historia de Teotitlán implica conocer la afiliación étnica de los primeros pobladores y establecer la fecha de su fundación, realmente al tratar de hacerlo, obliga a recorrer el camino de las conjeturas, este camino es completamente difícil y errático, por la escasa información escrita al respecto. Sin embargo, es importante que se haga un análisis de las versiones existentes.
El padre José Antonio Gay dice: "probablemente los cuicatecos fueron descendientes de Xelhua, pobladores de Cotaxtla y Teotitlán del Camino (según Torquemada) del que después quedaron separados por haber conquistado los mexicas al último pueblo.
Teotitlán se reveló aún en vida de este rey Axayácatl, dando muerte a varios mexicas. A su vez, pagaron caro los Teotiteques su amor a la Independencia, pues el Rey de Méxihco después de vencerlos, no dejó uno con vida de sus antiguos pobladores (el antiguo Teotitlán de los Cuicatecos), desde entonces Teotitlán fue habitado exclusivamente por los mexicas.
El señor Douglas Butterworth manifiesta que: "los jefes mixtecos que se establecieron en Apoala y que más tarde fundaron el reino de Tilantongo, vinieron de la región de Teotitlán del Camino, donde probablemente existía todavía un importante reducto de la cultura Teotihuacana".
El señor Manuel Martínez Gracida escribe: "Se asegura que este pueblo fue fundado por los Xicalancas, desolado por los aztecas y reedificado por estos en 1430 siendo emperador de Méxihco Moctezuma Ilhuicamina.
El señor Carlos Quiroz expresa: "que los primeros pobladores eran una rama chichimeca tlatelolca que se desprendió de su tronco y emigró hacia el sur fundando Tehuacán, Calipam, Teotitlán y Tenango", "que pertenecían a la tribu Xicalanca que a su vez dependía de la raza olmeca del estado de Veracruz y que se establecieron en este lugar".
Las relaciones de Tehutitlán (documentos de la Nueva España del año de 1581), que cuando los españoles llegaron a este lugar era un pueblo con más de mil habitantes, con mucha importancia política que se gobernaba como República independiente sin rendir tributos a Moctezuma del cual eran aliados y que sus pobladores decían que el pueblo era tan viejo que no sabían ni en que año lo habían fundado.
El arquitecto Rafael Vergara Rodríguez manifiesta: "De acuerdo con los recientes descubrimientos arqueológicos y los estudios etnológicos realizados, los mazatecas que desde un principio se asentaron en las serranías de Teotitlán del Camino y parte occidental de Tuxtepec, proceden de la familia popolaca que pobló la región sur de Veracruz, siendo esta la teoría que nos merece mayor crédito, pues le presta mayor sentido de verosimilitud la vecindad geográfica de la indicada familia y que según el Señor Mariano Espinosa en sus apuntes históricos de las tribus Chinanteca, Mazateca y Popoluca, este grupo se asentó en el territorio que ocupa, más o menos en el año 890 de nuestra era (postclásico 900 d. C.-1521 d. C.).
Desde la época de la colonia, pero sobre todo a partir de la independencia de México, Teotitlán se convirtió por su ubicación geográfica en la primera población del estado de Oaxaca en el camino tradicional de comunicación con las ciudades de Tehuacán, Puebla de Zaragoza y la Ciudad de México, en consecuencia, fue denominado Teotitlán del Camino; en ella, se planteó en varias ocasiones la primera línea de defensa militar del estado en las frencuentes sublevaciones y guerras civiles del siglo XIX en México.
En la Teotitlán nació en 1871 Jesús Flores Magón y en 1877 Enrique Flores Magón, quienes junto con su hermano Ricardo Flores Magón —nacido en el cercano San Antonio Eloxochitlán— destacaron en la oposición al gobierno de Porfirio Díaz y son considerados precursores de la Revolución Mexicana; en su honor, en 1977 el Congreso de Oaxaca modificó oficialmente el nombre de la población de Teotitlán del Camino a Teotitlán de Flores Magón.

## Localización y demografía
Teotitlán de Flores Magón se encuentra localizado en las coordenadas geográficas 18°07′57″N 97°04′20″O / 18.13250, -97.07222 y a una altitud de 1 015 metros sobre el nivel del mar, la distancia que lo separa de la capital estatal, la ciudad de Oaxaca de Juárez, es de aproximadamente 200 kilómetros hacia el norte y se encuentra a unos 65 kilómetros al sur de Tehuacán, Puebla, comunicada con ambas por la Carretera Federal 135, a aproximadamente 60 km de San Juan Bautista Cuicatlán, a 261 km de Puebla y 380 km de la Ciudad de México, Teotitlán es además el extremo oeste de la Carretera Federal 182 que la une con la ciudad de Tuxtepec, comunicando todo el norte del estado de Oaxaca. Teotitlán se encuentra en el Distrito de Teotitlán, del que es considerado cabecera y en la Región Sierra de Flores Magón, una de las ocho Regiones de Oaxaca. También forma parte de la reserva de la biosfera "Tehuacán - Cuicatlán".
De acuerdo a los resultados del Censo de Población y Vivienda realizado en 2010 por el Instituto Nacional de Estadística y Geografía, la población total de Teotitlán de Flores Magón es de 7 598 habitantes, de los que 3 609 son hombres y 3 989 son mujeres.

### Grupos étnicos
De acuerdo a los resultados que presentó el II Conteo de Población y Vivienda en el 2005, en el municipio habitan un total de 1,610 personas que hablan alguna lengua indígena. 
El municipio tiene grupo de afrodescendientes en el poblado de Ignacio Mejía.

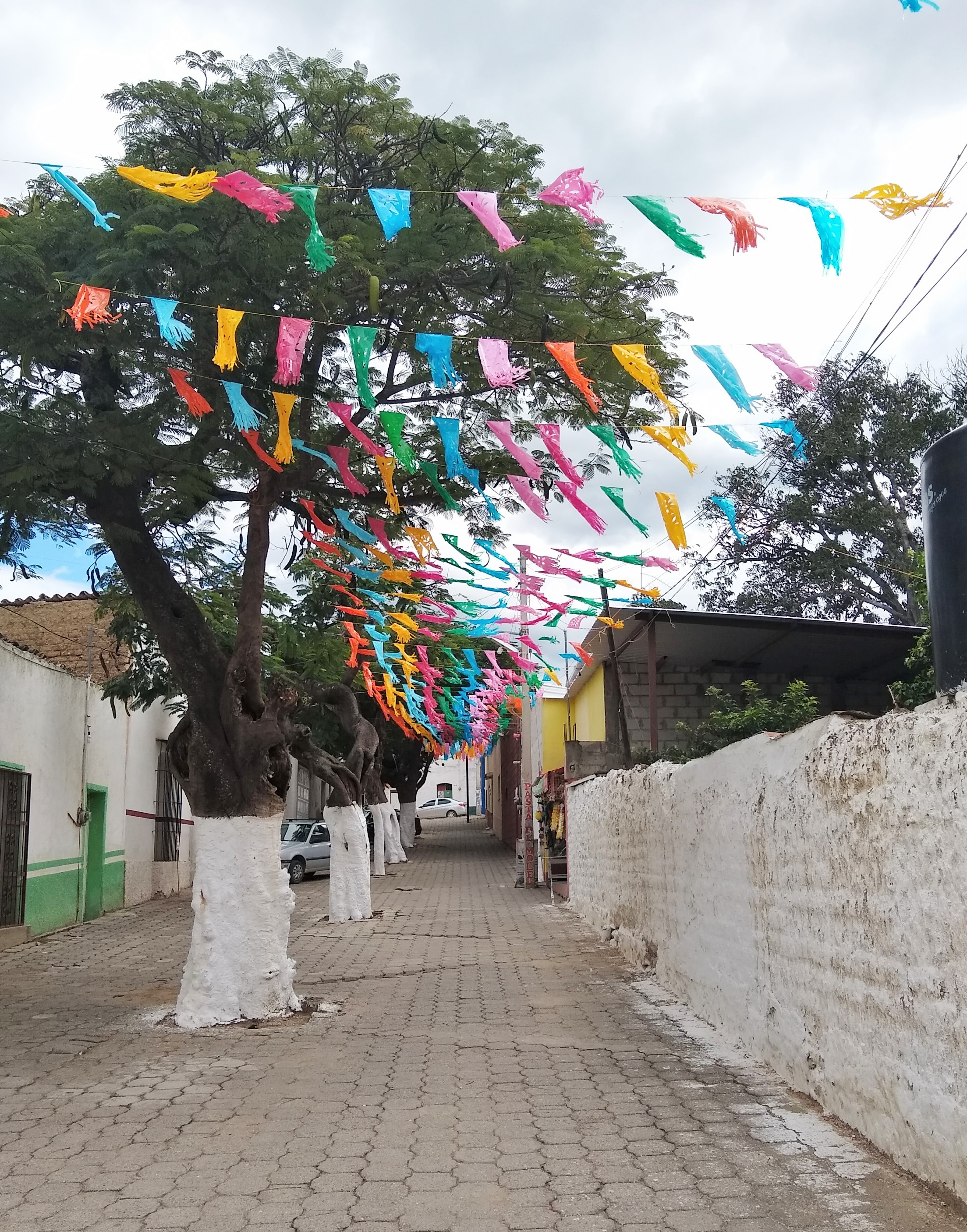
Calle Angel Gil Alfaro en Teotitlán de Flores Magón

## Clima
El clima la mayor parte del año es caluroso seco, alcanzando temperaturas de hasta 40 °C, aunque también en los meses de julio y agosto tiene lluvias. En los meses de invierno en ocasiones baja considerablemente la temperatura.

## Cultura

### Tradiciones
La fiesta anual se realiza en el día 29 de septiembre en honor a San Miguel Arcángel, con calendas en donde se adornan carros alegóricos y se acompaña con la banda de música de la comunidad, y desde el año de 1990, se realiza el novenario de San Miguel con peregrinaciones de los pueblos que dependen de la parroquia, y día principal de la fiesta sacan el “toro enflorado” (novillo adornado con flores y papeles de colores llamativos) que lo pasean por las principales calles al son de la música de viento. Las personas que lo llevan lanzan vivas y tocan dianas, la gente del pueblo les regala dinero, licor o cervezas, y es tradición 100% de Teotitlan.
La población tiene como música tradicional el "jarabe teotiteco" compuesto de varios sones, tales como el indito, el torito, teotiteca divina (éste siendo el más representativo de todos), entre otros. También es representativa la canción "La Tortolita" originaria de la misma región de la cañada.
La vestimenta típica para el baile de los sones de Teotitlán es un atuendo que se compone de una falda floreada de fino lino cristal, su camisa engalanada de artísticos deshilados, portando una vaporosa mascada sutil de seda en color liso, de preferencia solferino. Pulseras, collares, aretes y guardapelo de oro completan el traje. Mastlahue con trenzas en la cabeza y un ramo de jazmines hacen su tocado artístico.
Cabe mencionar que en época de Cuaresma, primer viernes para ser exacto, se celebra la fiesta al señor de Ayotla (exhacienda ubicada a 5 km al sur de la localidad) donde se hace una procesión desde la parroquia principal. Además hay jaripeos, eventos deportivos, venta de dulces típicos y variedad gastronómica.

### Gastronomía
El platillo tradicional de Teotitlán de Flores Magón son los tesmoles (sopa caldosa picante con verduras, carne y con bolitas de masa conocidas como "choyitos"). De bebidas es común el consumo de agua de chilacayota (especie de calabaza), además de contar con diferentes tipos de atoles como el atole de masa, de granillo, champurrado, etc. En bebidas alcohólicas encontramos el mezcal, pulques y curados de diferentes sabores.
Los dulces típicos que se consumen son el nicuatole (postre de maíz), alegrías, palanquetas, encaladas, entre otros
Se consumen diferentes vegetales como angú, berenjenas, nopales de cruz, tempesquistles, tetechas, flor de calabaza, hongos, entre otros. También se consumen frutas locales como mangos, tunas, pitayas, obos y diferentes tipos de ciruelas, etc.
Es común el consumo de algunas especies de insectos como pochocuiles y chicatanas.

## Flora y fauna

### Flora
• Flores: Claveles, bugambilias, copa de oro, jazmín Rosas y orquídeas.
• Plantas Comestibles: Quelites, guías (retoños tiernos de chayote y de frijol), cilantro, cimarrón, orégano grande, papaloquelite, tepejilote.
• Árboles: En la agencia de San Bernardino y en la de Vigastepec se pueden encontrar árboles maderables como el encino, el pino y el ocote.
• Frutos: En la cabecera municipal se pueden encontrar chicozapotes, mangos, guajes, nopales, almendras, ciruelas, limones, guayabas, tamarindos, obos, aguacates, anonas, guanábana, naranja martha (mandarina), tempexquixtle y mamey. 
• Plantas Medicinales: Ruda, hierba maestra, gordolobo, marrubio, hinojo y anís. También albahaca, manzanilla, moringa, cola de caballo y cuachanala.
• Plantas exóticas: Hongos que se encuentran en las agencias de Vigastepec y San Bernardino.
En las agencias de San Bernardino existen árboles de durazno, manzana, capulin, chabacano, granadillas, hortalizas (chile canario, rábanos, acelgas, espinacas, cebollas, miltomates, jitomates, lechugas orejona y romana), así como hierbas de olor. 
En Vigastepec y Cerro Verde se pueden ubicar el durazno, peras, capulin, chabacano, tejocote, aguacate y hortalizas.
En Ignacio Mejía hay mangos, limones, obos, tunas y melón.

### Fauna
• Aves silvestres: Palomas, pichones, petirrojos, chuparrosas, primaveras, gorriones, calandrias, tortolitas, zopilotes y gavilanes.
• Animales Salvajes: Conejos de monte, tlacuaches, armadillos, zorras, pumas, coyotes.
• Insectos: Mosquitos, escarabajos, mariposas, abejas y diferentes clases de hormigas.
• Reptiles: Tortugas, lagartijas, víbora de cascabel, víbora coralillo, víbora ratonera e iguanas.
• Animales Domésticos: Gatos, Perros, loros y cotorros.
• Ganado: Caprino, Bovino, Vacuno, Porcino,  gansos, patos y aves de corral.

## Economía
El porcentaje de la población económicamente activa es de un -50% aproximadamente,  siendo la agricultura la más importante de las ocupaciones, dicha actividad se complementa con la cosecha de árboles frutales. 
En sus ciclos anuales siembran maíz, frijol, calabaza, chile, papaya, berenjena, angú, tomate de cáscara y jitomate.

## Educación
Esta población cuenta con todas las escuelas de nivel básico, además de contar con cuatro escuelas de nivel medio superior como el COBAO Plantel 45, Centro de Estudios Industrial y de Servicios No. 123 (CETis 123), Escuela Preparatoria"Dr. Nicolás Gamboa Dorantes" perteneciente al sistema de preparatorias de la UABJO, y una preparatoria de modalidad abierta.
Se encuentra también una escuela de educación especial, el Centro de Atención Múltiple (CAM) y una escuela de formación para el trabajo "Hermanos Flores Magón" (CEO 45).
También en esta ciudad se encuentra la  Universidad de la Cañada, en la cual actualmente se imparten las Licenciaturas en Química Clínica, Licenciatura en Nutrición, Licenciatura en Informática, Ingeniería en Alimentos, Ingeniería en Agroindustrias e Ingeniería en Farmacobiología.
La Universidad de la Cañada es una universidad pública perteneciente al Sistema de Universidades Estatales de Oaxaca (SUNEO).
Es Teotitlán un importante centro de comercio de la región contando con grandes tiendas y un mercado que aglutina a pobladores de localidades aledañas.